# Vladimir Fedorov
Vladimir Grigoryevich Fyodorov (em russo:  Владимир Григорьевич Фёдоров, transl. Vladimir Grigor'yevich Fyodorov; 15 de maio [OS 3 de maio] 1874 - 19 de setembro de 1966) foi um cientista russo e soviético, projetista de armas, professor, tenente-general do serviço técnico de engenharia soviético e fundador da escola soviética de armas leves automáticas.
Em 1900, Vladimir Fedorov formou-se na Academia de Artilharia Mikhailovskaya e foi transferido para o comitê de artilharia da Diretoria Principal de Artilharia (em russo:  Главное артиллерийское управление, transl. Glavnoye artilleriyskoye upravleniye). Ele projetou vários fuzis automáticos: um calibrado em 7,62mm (1912), outro em 6,5mm para um cartucho de seu próprio projeto (1913), e um dos primeiros protótipos de fuzis de assalto do mundo: o Fedorov Avtomat (1916), que foi originalmente projetado para disparar um cartucho de uma espingarda Arisaka 6,5mm encurtada, mas que foi empregado disparando o cartucho de tamanho normal 6,5mm Arisaka devido a problemas de confiabilidade em testes e previsão de problemas logísticos. Armas automáticas projetadas por Fedorov foram usadas durante a Primeira Guerra Mundial e a Guerra Civil Russa.
Após a Revolução de Outubro, Fedorov foi nomeado chefe e diretor técnico (1918–1931) da primeira fábrica de armas soviética, que produzia submetralhadoras de sua criação. Em 1921, ele organizou e chefiou um escritório de projeto na fábrica automática de armas leves. Em 1922, Fedorov projetou a metralhadora Fyodorov-Shpagin com seu protegido Georgy Shpagin, que mais tarde projetaria a submetralhadora PPSh-41. Em 1931-1933, Fedorov trabalhou como consultor de padronização em um fundo de armas e metralhadoras. Ele então publicou uma série de trabalhos sobre armas automáticas e foi nomeado consultor de armas leves no Narkomat e no Ministério de Armas (1942–1946). Entre 1946 e 1953, Fedorov foi membro da Academia de Ciências de Artilharia. Ele foi tutor de proeminentes projetistas de armas soviéticos tais como Georgy Shpagin, Vasily Degtyaryov, Sergei Simonov e outros. Vladimir Fedorov é o autor de vários trabalhos científicos sobre a história, desenvolvimento, produção e uso em combate de armas de fogo portáteis.

## Condecorações
- Herói do Trabalho Socialista
- Duas Ordens de Lenin[2]
- Ordem da Guerra Patriótica, 1ª classe
- Ordem da Estrela Vermelha